# Concepción (Čile)
Concepción (izgovor [▶]) je grad u Čileu, sjedište provincije Concepción i regije Biobio Veliki Concepción (Gran Concepción, koji uključuje Talcahuano, San Pedro de la Paz, Hualpén, Chiguayante, Penco, Tomé, Lota, Coronel, Hualqui. S 889.725 stanovnika (po popisu stanovništva 2002.) druga najveća konurbacija u Čileu. Pojedinačno je 11. po veličini komuna (općina) u Čileu, s 212.003 stanovnika. Nalazi se na Tihom oceanu. 

## Etimologija
Grad je imenovao španjolski osvajač Pedro de Valdivia koji je pobijedio Arauce i osvaja Čile u čast Gospe od Bezgrešnog začeća, te imenuje grad kao "La Concepción de Maria Purísima del Nuevo Extremo".

## Povijest
Grad Concepción osnovan je 1550. godine na mjestu gdje se sada nalazi grad Penco.

## Zemljopis
Concepción se nalazi na jugozapadu južne hemisfere Amerike - 36 º 46 '22S 73 ° 03' 47W.
Uz rijeku Biobío koja protječe kroz grad, kroz šire područje grada protječe i manja rijeka Andalién koje se u području grada ulijeva u Tihi ocean.

## Klima
| Klimatološki srednjaci za Concepción (Carriel Sur, Čile)                            | Klimatološki srednjaci za Concepción (Carriel Sur, Čile) | Klimatološki srednjaci za Concepción (Carriel Sur, Čile) | Klimatološki srednjaci za Concepción (Carriel Sur, Čile) | Klimatološki srednjaci za Concepción (Carriel Sur, Čile) | Klimatološki srednjaci za Concepción (Carriel Sur, Čile) | Klimatološki srednjaci za Concepción (Carriel Sur, Čile) | Klimatološki srednjaci za Concepción (Carriel Sur, Čile) | Klimatološki srednjaci za Concepción (Carriel Sur, Čile) | Klimatološki srednjaci za Concepción (Carriel Sur, Čile) | Klimatološki srednjaci za Concepción (Carriel Sur, Čile) | Klimatološki srednjaci za Concepción (Carriel Sur, Čile) | Klimatološki srednjaci za Concepción (Carriel Sur, Čile) | Klimatološki srednjaci za Concepción (Carriel Sur, Čile) |
| mjesec                                                                              | sij                                                      | velj                                                     | ožu                                                      | tra                                                      | svi                                                      | lip                                                      | srp                                                      | kol                                                      | ruj                                                      | lis                                                      | stu                                                      | pro                                                      | godina                                                   |
| ----------------------------------------------------------------------------------- | -------------------------------------------------------- | -------------------------------------------------------- | -------------------------------------------------------- | -------------------------------------------------------- | -------------------------------------------------------- | -------------------------------------------------------- | -------------------------------------------------------- | -------------------------------------------------------- | -------------------------------------------------------- | -------------------------------------------------------- | -------------------------------------------------------- | -------------------------------------------------------- | -------------------------------------------------------- |
| apsolutni maksimum, °C                                                              | 28,8                                                     | 32,4                                                     | 30,4                                                     | 26,8                                                     | 24,7                                                     | 21,8                                                     | 21,7                                                     | 24,9                                                     | 28,4                                                     | 27,2                                                     | 27,5                                                     | 33,2                                                     | 33,2                                                     |
| srednji maksimum, °C                                                                | 22,1                                                     | 21,8                                                     | 20,3                                                     | 17,9                                                     | 15,3                                                     | 13,4                                                     | 12,9                                                     | 13,6                                                     | 14,9                                                     | 16,6                                                     | 18,7                                                     | 20,9                                                     | 17,37                                                    |
| srednja dnevna temperatura, °C                                                      | 16,9                                                     | 16,5                                                     | 15,0                                                     | 12,9                                                     | 11,5                                                     | 9,8                                                      | 9,2                                                      | 9,7                                                      | 10,7                                                     | 12,2                                                     | 14,0                                                     | 16,0                                                     | 12,87                                                    |
| srednji minimum, °C                                                                 | 11,1                                                     | 10,9                                                     | 9,6                                                      | 8,4                                                      | 8,0                                                      | 6,6                                                      | 5,9                                                      | 6,0                                                      | 6,5                                                      | 7,6                                                      | 8,9                                                      | 10,5                                                     | 8,33                                                     |
| apsolutni minimum, °C                                                               | 1,4                                                      | 4,8                                                      | 1,0                                                      | −1,0                                                     | −1,4                                                     | −1,3                                                     | −3,0                                                     | −1,8                                                     | −0,8                                                     | 0,2                                                      | 0,1                                                      | 1,5                                                      | −3,0                                                     |
| oborine, mm                                                                         | 17,6                                                     | 15,1                                                     | 22,7                                                     | 68,5                                                     | 201,9                                                    | 241,3                                                    | 209,9                                                    | 137,2                                                    | 91,3                                                     | 64,3                                                     | 36,7                                                     | 24,1                                                     | 1130,6                                                   |
| Izvor: Meteo Chile, Información climatológica de estaciones chilenas, December 2013 |                                                          |                                                          |                                                          |                                                          |                                                          |                                                          |                                                          |                                                          |                                                          |                                                          |                                                          |                                                          |                                                          |

## Kultura
Concepción je popularni grad-kampus, kao i grad čileanskog rocka.

## Ekonomija
U gradu je snažno prisutna prerađivačka industrija, glavni je distributivni centar. Trgovine u gradu koncentrirane su u sektorima kao što su:
- centar Concepcióna - Ulica Barros Arana.
- Mall Plaza del Trébol
- tržnica Vega Monumental
- Središnja gradska tržnica
- centar grada

## Demografija
Prema čileanskom popisu stanovništva iz 2002., Concepción ima 216.061 stanovnika, približnu površinu od 221,6 km2, mnogi Španjolci, Talijani i Amerikanci žive u ovom gradu.

## Uprava
Gradonačelnik Concepcióna je Alvaro Ortiz.

## Obrazovanje
Postoje 3 poznata sveučilišta u zoni:
- Sveučilište u Concepciónu
- Sveučilište Bío-Bío
- Katoličko sveučilište Svetog začeća

## Transport

### Promet u gradu
- Gradski autobusi

### Međugradski prijevoz
Grad ima 2 glavna autobusna terminala:
- Rodoviario Collao - Odredišta autobusa: Santiago, Rancagua, Curicó, Talca, Chillán, Los Ángeles, Temuco.
- Terminal Camilo Henriquez

## Galerija
- Arco de Medicina ("Trg Medicine") na kampusu Universidad de Concepción
- Toranj Andes
- Ušće rijeke Bio-Bio u Pacifik
- Katedrala u Concepciónu; oštećena nakon potresa 1939.
- BioBus, transport do željezničke stanice
- Hotel Araucano
- Plaza de la Independencia, Plaza de Armas u Concepcionu

## Međunarodni odnosi

### Gradovi prijatelji
| - Cascavel, Brazil - Betlehem, Palestinska Autonomna Područja - Guayaquil, Ekvador - Rosario, Argentina | - La Plata, Argentina - Auckland, Novi Zeland - Sucre, Bolivija |

## Također pogledajte
- Veliki Concepción

## Vanjske poveznice
- Službene stranice (šp.)
- El Sur, novine (šp.)
- Concepción na portalu Encyclopædia Britannica (engl.)